# Kabinett Medwedew II

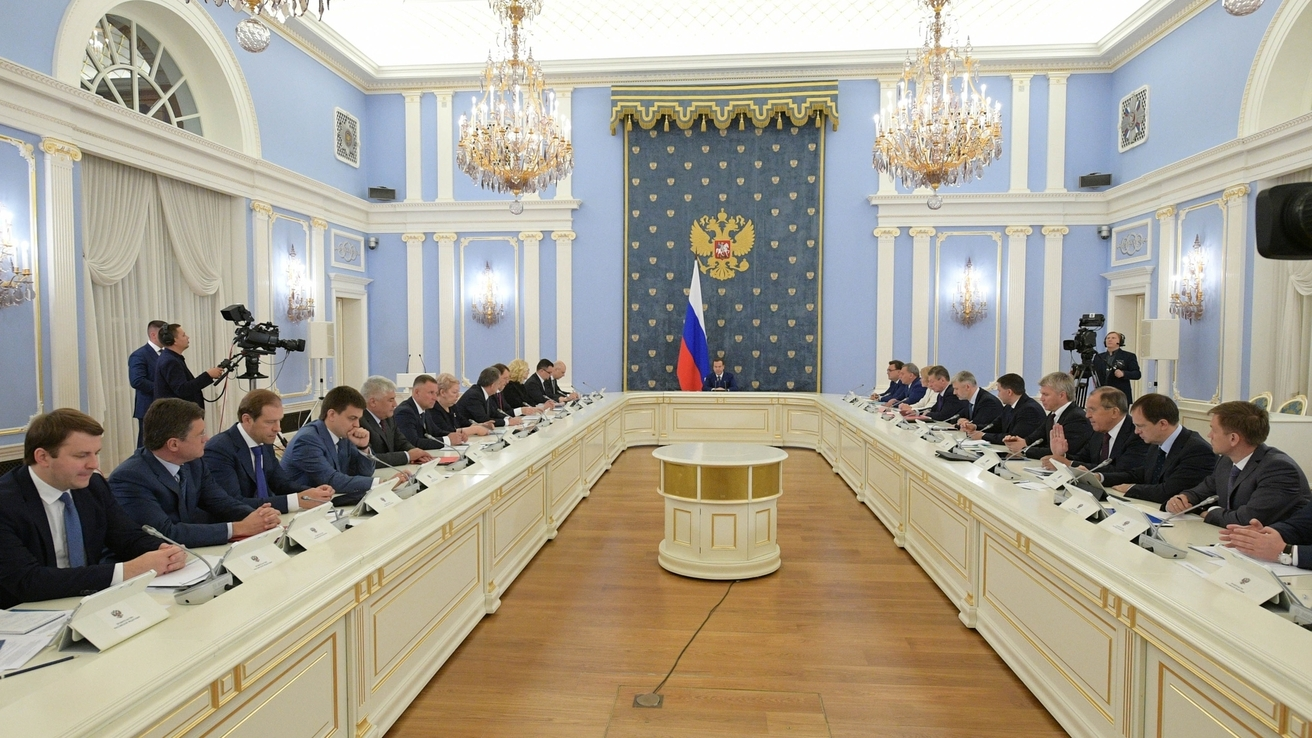
Kabinettssitzung am 6. Juni 2018

Das Kabinett Medwedew II bildete vom 18. Mai 2018 bis zum 15. Januar 2020 die Regierung der Russischen Föderation.
Am 15. Januar 2020 wurde bekannt, dass Ministerpräsident Medwedew und das gesamte Kabinett bei Präsident Wladimir Putin ihren Rücktritt eingereicht haben. Das Kabinett wurde anschließend vom Kabinett Mischustin I abgelöst.

## Kabinettsmitglieder
| Amt                                                                                                   | Foto | Name                      | Partei           |
| --- | ---- | ------------------------- | ---------------- |
| Ministerpräsident                                                                                     |      | Dmitri Medwedew           | Einiges Russland |
| Erster stellvertretender Ministerpräsident und Finanzminister                                         |      | Anton Siluanov            | Einiges Russland |
| Stellvertretender Ministerpräsident für agroindustriellen Komplex, Natürliche Ressourcen und Ökologie |      | Alexei Gordejew           | Einiges Russland |
| Stellvertretender Ministerpräsident und Stabschef                                                     |      | Konstantin Tschuitschenko | Einiges Russland |
| Stellvertretender Ministerpräsident für Bau und Regionalentwicklung                                   |      | Witali Mutko              | Einiges Russland |
| Stellvertretender Ministerpräsident für Verteidigung und die Raumfahrtindustrie                       |      | Juri Borissow             | Parteilos        |
| Stellvertretender Ministerpräsident für Brennstoff–Energiekomplex und Industrie                       |      | Dmitri Kosak              | Einiges Russland |
| Stellvertretender Ministerpräsident und Gesandter des Präsidenten beim Föderationskreis Ferner Osten  |      | Juri Trutnew              | Einiges Russland |
| Stellvertretende Ministerpräsidentin für Sozialpolitik                                                |      | Tatjana Golikowa          | Einiges Russland |
| Stellvertretende Ministerpräsidentin für Tourismus, Sport und Kultur                                  |      | Olga Golodez              | Einiges Russland |
| Stellvertretender Ministerpräsident für Verkehr, Kommunikation und digitale Wirtschaft                |      | Maxim Akimow              | Einiges Russland |
| Landwirtschaftsminister                                                                               |      | Dmitri Patruschew         | Parteilos        |
| Minister für digitale Entwicklung, Kommunikation und Medien                                           |      | Konstantin Noskow         | Parteilos        |
| Minister für Bau- und Wohnungswesen                                                                   |      | Wladimir Jakuschew        | Einiges Russland |
| Kulturminister                                                                                        |      | Wladimir Medinski         | Einiges Russland |
| Verteidigungsminister                                                                                 |      | Sergei Schoigu            | Einiges Russland |
| Minister für Entwicklung des russischen Fernen Ostens und der Arktis                                  |      | Alexander Koslow          | Einiges Russland |
| Minister für wirtschaftliche Entwicklung                                                              |      | Maxim Oreschkin           | Einiges Russland |
| Bildungsministerin                                                                                    |      | Olga Wassiljewa           | Parteilos        |
| Katastrophenschutzminister                                                                            |      | Jewgeni Sinitschew        | Parteilos        |
| Energieminister                                                                                       |      | Alexander Nowak           | Einiges Russland |
| Außenminister                                                                                         |      | Sergei Lawrow             | Einiges Russland |
| Gesundheitsministerin                                                                                 |      | Weronika Skworzowa        | Parteilos        |
| Minister für Industrie und Handel                                                                     |      | Denis Manturow            | Einiges Russland |
| Innenminister                                                                                         |      | Wladimir Kolokolzew       | Parteilos        |
| Justizminister                                                                                        |      | Alexander Konowalow       | Einiges Russland |
| Minister für Arbeit und Soziales                                                                      |      | Maxim Topilin             | Einiges Russland |
| Minister für Ökologie und natürliche Ressourcen                                                       |      | Dmitri Kobylkin           | Einiges Russland |
| Minister für Nordkaukasus-Angelegenheiten                                                             |      | Sergei Tschebotarjow      | Parteilos        |
| Minister für Wissenschaft und Hochschulbildung                                                        |      | Michail Kotjukow          | Einiges Russland |
| Sportminister                                                                                         |      | Pawel Kolobkow            | Parteilos        |
| Verkehrsminister                                                                                      |      | Jewgeni Ditrich           | Einiges Russland |